# Ungoofaaru
Ungoofaaru, auch Un'goofaaru genannt, ist eine Insel auf dem östlichen Riffkranz des Nord-Maalhosmadulu-Atolls im Inselstaat Malediven in der Lakkadivensee (Indischer Ozean).

## Geographie
2014 hatte die dicht besiedelte Insel mit einer Fläche von knapp 34 Hektar 1388 Einwohner.

## Verwaltung
Ungoofaaru ist die Hauptinsel des Nord-Maalhosmadulu-Atolls sowie des maledivischen Verwaltungsatolls Maalhosmadulu Uthuruburi mit der Thaana-Kurzbezeichnung ރ (Raa). Zum Verwaltungsgebiet zählen neben allen Inseln des Nord-Maalhosmadulu-Atolls auch die beiden Inseln im nördlich angrenzenden Alifushi-Atoll.